# Bruno Cathala
Bruno Cathala (22 novembre 1963) è un autore di giochi francese.
Progetta giochi da tavolo dal 2000 e ad oggi la sua ludografia conta più di sessanta titoli.

## Biografia
Bruno Cathala è un progettista di giochi da tavolo che ha sviluppato molti dei suoi più noti giochi in collaborazione con altri autori, provenienti da ogni settore come Bruno Faidutti, Serge Laget, Ludovic Maublanc, Antoine Bauza e molti altri. É un autore specificamente riconosciuto nell'ambiente ludico per la sua capacità di creare giochi esclusivamente per due giocatori.
Nonostante questa sua attitudine, ha creato anche molti giochi per più giocatori come ad esempio Five Tribes che ha ricevuto nel 2015 il riconoscimento As d'Or al Festival Internazionale dei giochi di Cannes e Kingdomino che ha ottenuto l'ambito premio Spiel des Jahres nel 2017.
Dal 1986 Bruno Cathala vive a Saint-Pierre-en-Faucigny nella regione dell'Alta Savoia (Francia). Al di fuori del mondo dei giochi da tavolo è appassionato di musica e teatro.